# Strašovský rybník
Strašovský rybník o rozloze 25,4 ha se nalézá asi 1 km severozápadně od centra obce Strašov v okrese Pardubice. Po masivní hrázi rybníka prochází silnice vedoucí ze Strašova do Újezdu u Přelouče. Rybník je využíván pro chov ryb.
V okolí rybníka se nalézají podmáčené louky a rákosiny s bohatým výskytem ohrožených druhů rostlin jako jsou například česnek hranatý (Allium angulosum), skřípinka smáčknutá (Blysmus compressus), ostřice blešní (Carex pulicaris), ostřice Davallova (Carex davalliana), ostřice oddálená (Carex distans), ostřice pobřežní (Carex riparia), prstnatec pleťový (Dactylorhiza incarnata), prstnatec májový (Dactylorhiza majalis), svízel severní (Galium boreale), hadilka obecná (Ophioglossum vulgatum), pryskyřník velký (Ranunculus lingua), pěchava slatinná (Sesleria ulioginosa), ledenec přímořský (Tetragonolubus maritimus). Přestože tyto louky nejsou oficiálně chráněny, přesto se o ně stará občanské sdružení Centaurea.

## Galerie

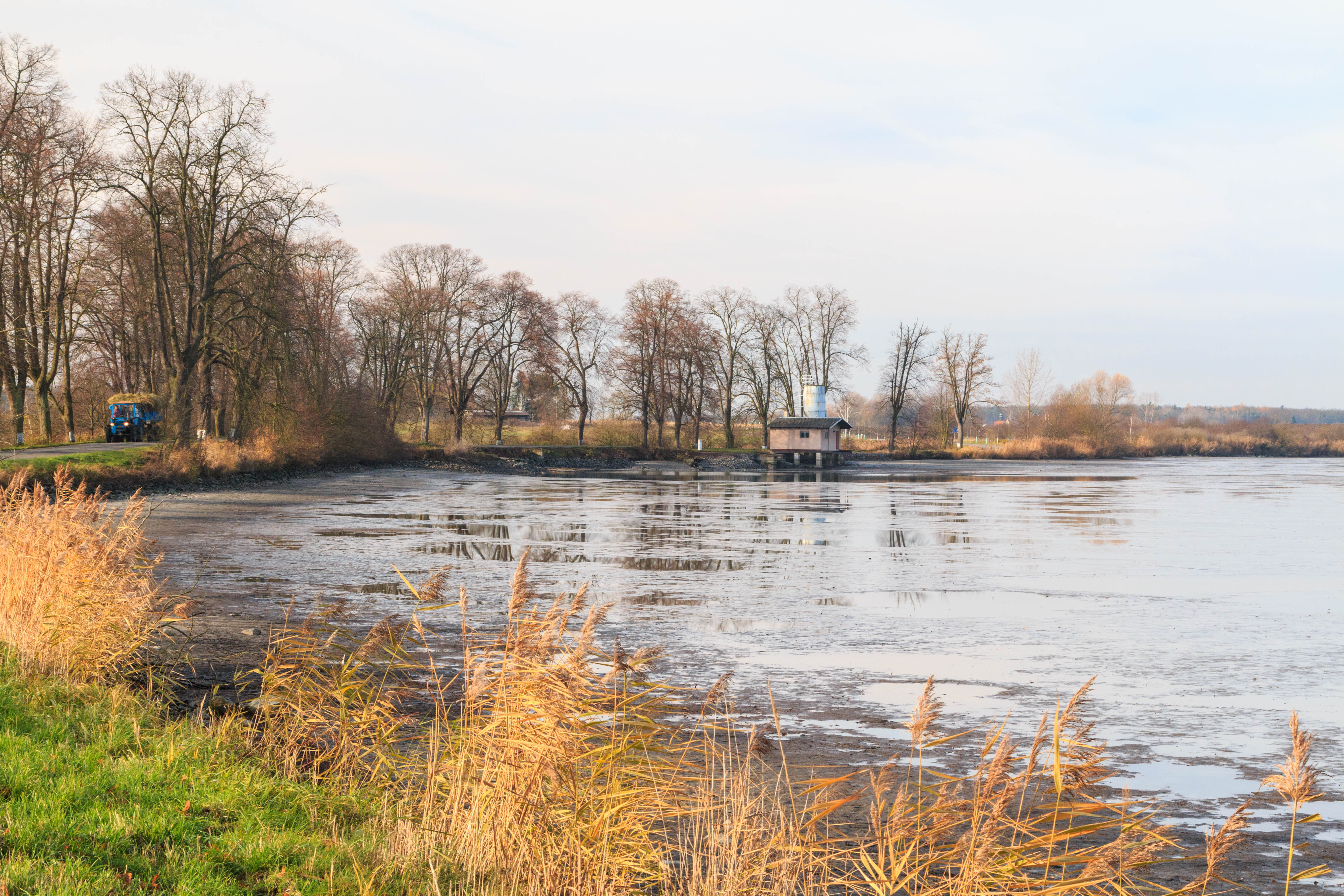
Strašovský rybník
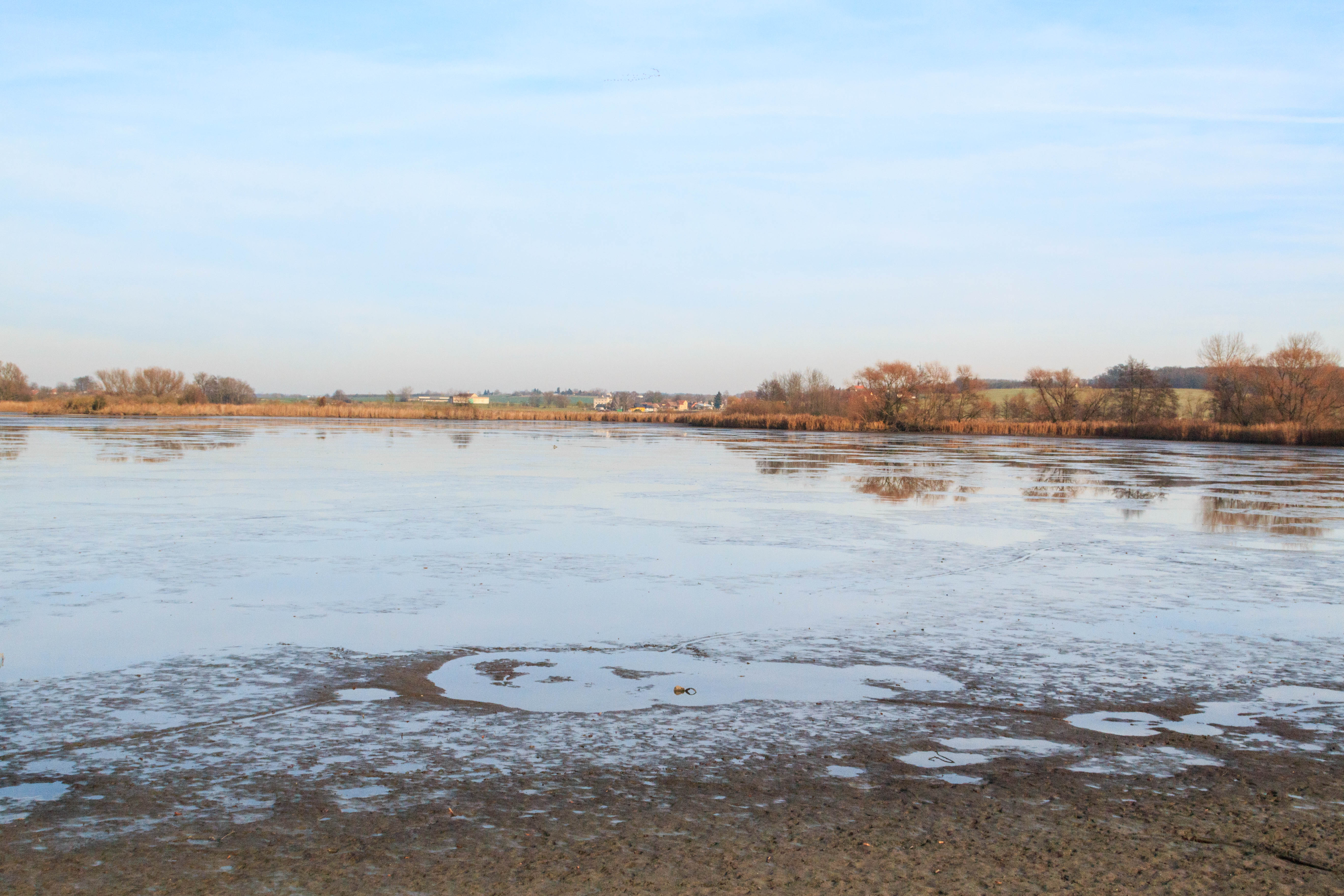
Strašovský rybník
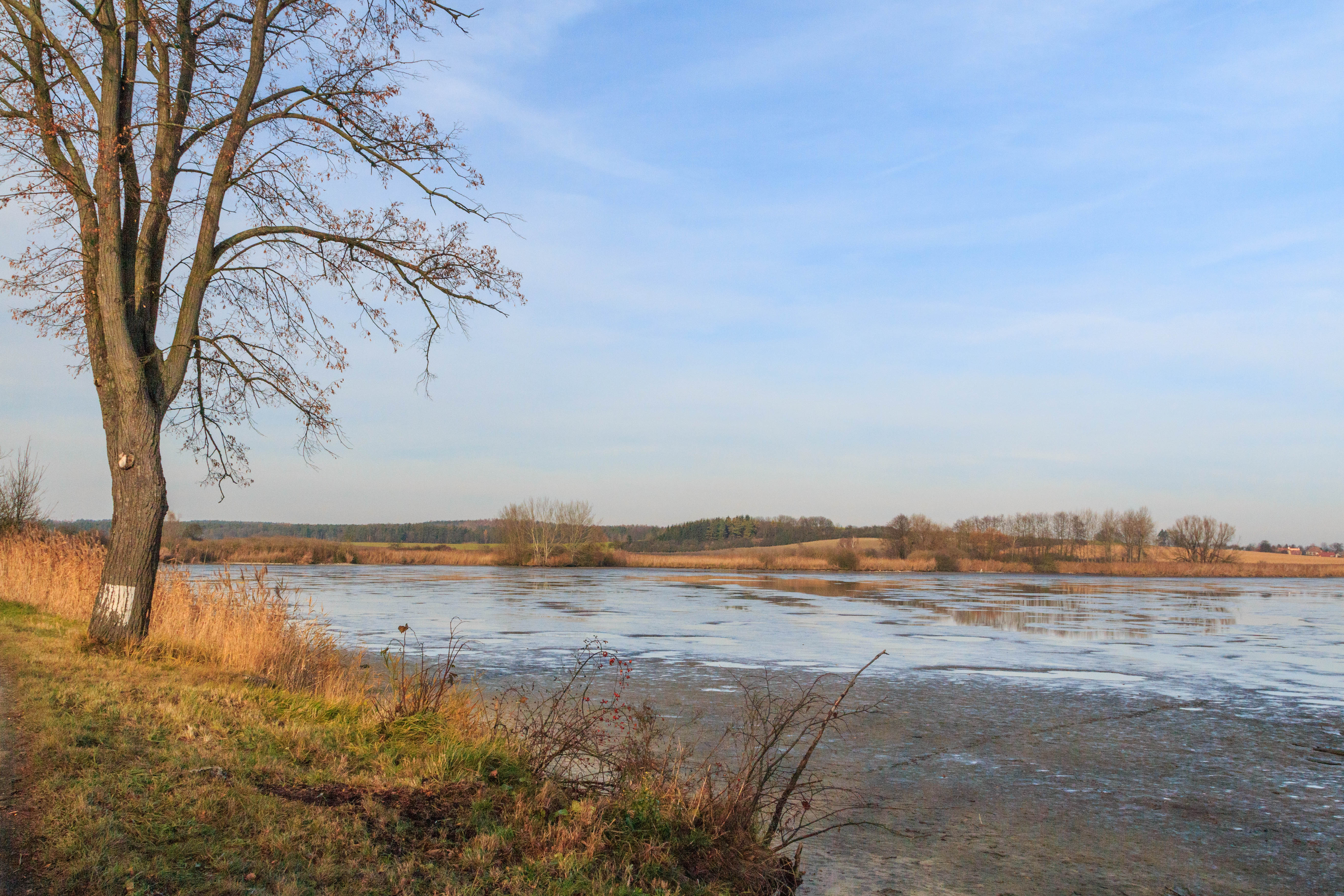
Strašovský rybník
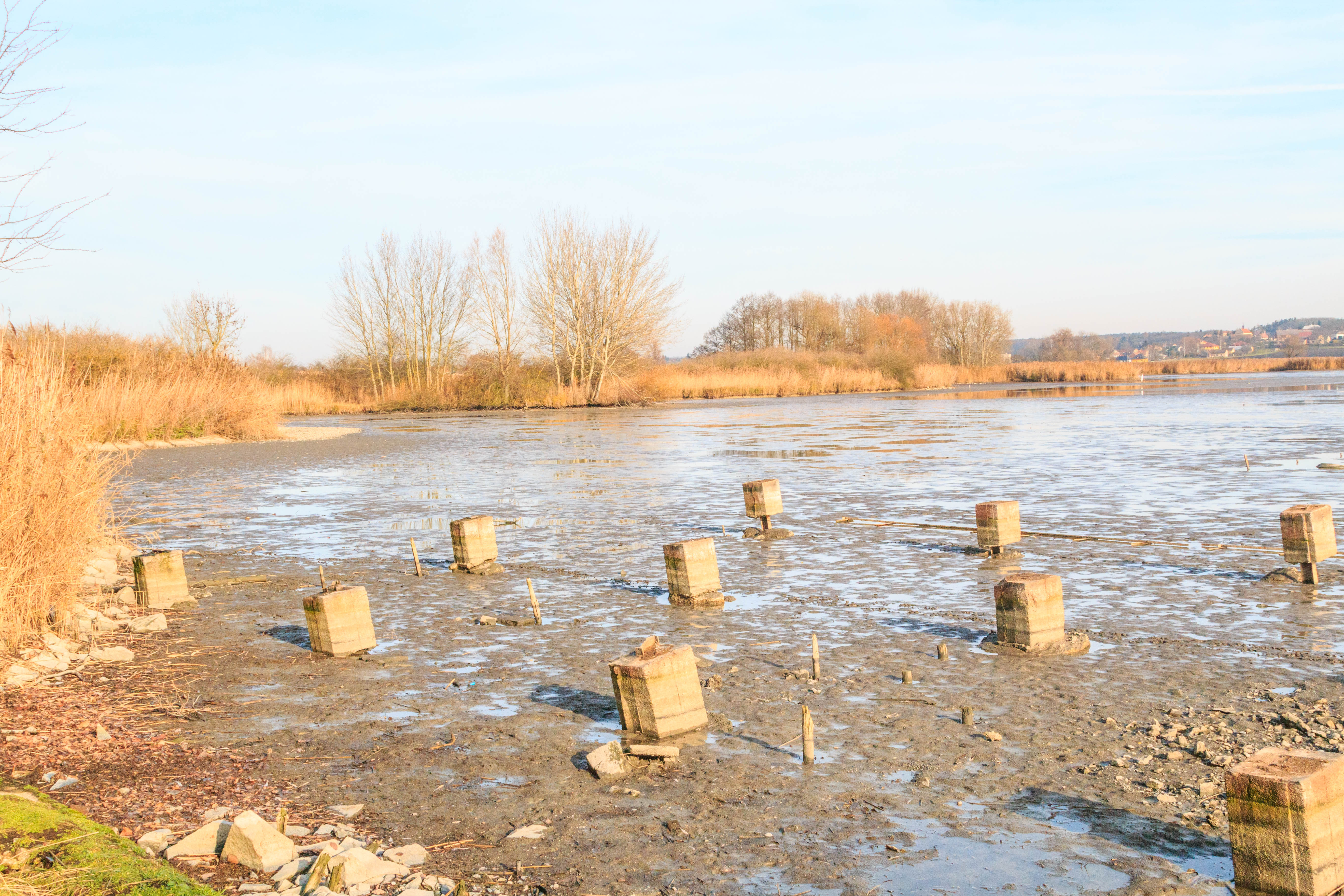
Strašovský rybník